# Michele Santoro
Michele Santoro (Salerno, 2 luglio 1951) è un giornalista, conduttore televisivo, autore televisivo, produttore televisivo e politico italiano.

## Biografia
Nato e cresciuto a Salerno, figlio di un macchinista ferroviario, Leonardo, originario di Monteverde (in provincia di Avellino) e di Gioconda, morta di parto dando alla luce il fratello quando Santoro aveva sei anni, si è laureato in filosofia presso l'Università degli Studi di Salerno, avendo come relatore Biagio De Giovanni. Ha iniziato la sua militanza politica nel gruppo maoista Unione Comunisti Italiani e, contemporaneamente, la sua carriera giornalistica sul periodico Servire il popolo, edito dalla stessa organizzazione e chiuso nel 1975 con lo scioglimento dell'UCI.
Successivamente passò al quindicinale del PCI campano La Voce della Campania, di cui fu direttore da marzo 1979 per nove mesi, quando venne allontanato per le sue posizioni eterodosse rispetto alla linea ufficiale del partito. Collaborò quindi con l'Unità, Il Mattino ed Epoca.

### La carriera televisiva

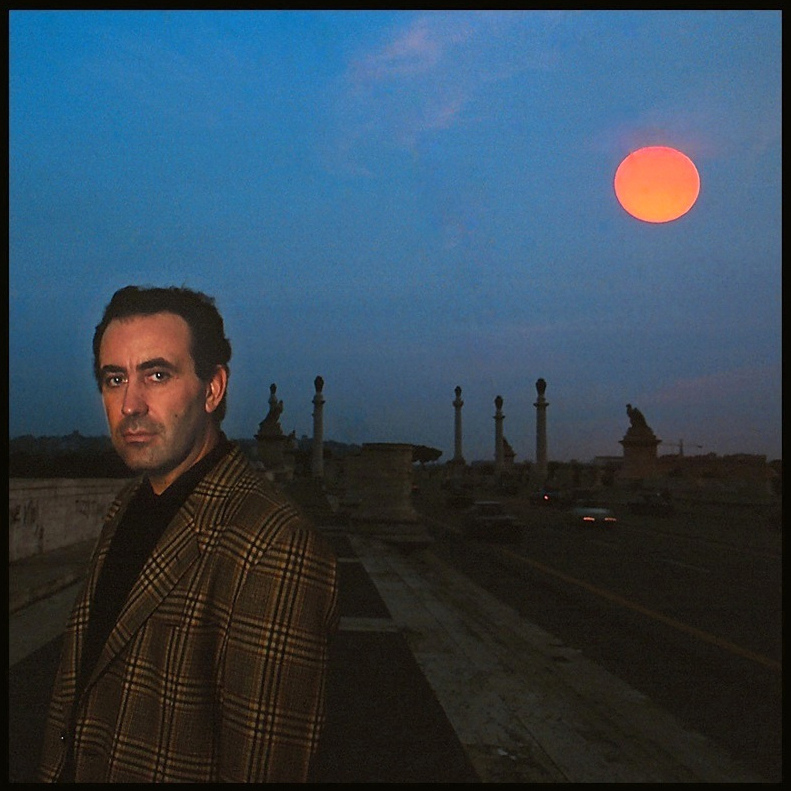
Michele Santoro nel 1987 a Roma, su Ponte Flaminio, in una foto di Augusto De Luca per il programma Samarcanda

Venne assunto in Rai, dove lavorò per la radio come conduttore di rubriche e autore di sceneggiati radiofonici (Via le odiate macchine, Radio Uno). In seguito approdò in televisione nel 1982 dove, dopo una breve esperienza agli esteri e alla vicedirezione del TG3, ha realizzato speciali e settimanali su Tresette, Oggi dove, Specialmente sul Tre e Tg Terza. È stato autore e conduttore di vari programmi come Samarcanda, Il rosso e il nero e Tempo reale.
Nel 1991 ha pubblicato il libro Oltre Samarcanda (Ed. Sperling & Kupfer) e nel 1996 Michele chi? (Ed. Baldini e Castoldi); con quest'ultimo vinse il Premio Cimitile nel 1998.

### Il passaggio a Mediaset:Moby Dick
Con la vittoria de L'Ulivo alle elezioni del 1996 cambiarono i vertici del servizio pubblico e i rapporti tra Santoro e Rai cominciarono a raffreddarsi. Venne deciso di cancellare la struttura giornalistica di Tempo reale e il neo-presidente Rai, lo scrittore Enzo Siciliano, sentendo che si parlava di Santoro, rispose "Michele chi?".
Nell'autunno del 1996 Santoro decise quindi di lasciare la Rai per passare a Mediaset, dove divenne il direttore della testata giornalistica di Moby Dick, seguito dagli storici collaboratori Sandro Ruotolo, Riccardo Iacona, Corrado Formigli e con volti nuovi come Luisella Costamagna, Pietro Suber e Laura Berlinguer. Moby Dick venne trasmesso in prima serata su Italia 1, ma inizialmente non ottenne il successo sperato: il doppio appuntamento settimanale, il martedì ed il giovedì, venne ridotto al solo giovedì e la trasmissione venne spesso battuta nell'audience dal programma Prima serata di Lucia Annunziata. Solo successivamente ottenne successo e fu affiancato da Moby's, un puro reportage giornalistico senza dibattito in studio, in seconda serata su Italia 1.
Nel 1999 Moby Dick si dedicò molto al racconto della guerra del Kosovo e molta eco ebbe una puntata condotta da Santoro in diretta dal ponte Brankov di Belgrado, nella quale intervistava gli operai serbi delle fabbriche bombardate dalla NATO e i civili che presidiavano i ponti con i bersagli al collo. Le critiche furono aspre: Marco Pannella ribattezzò la trasmissione come TeleMilosevic; Antonio Di Pietro, in studio, durante la diretta, tacciò Santoro di faziosità; il Centro Cristiano Democratico ed Alleanza Nazionale criticarono aspramente la puntata accusando Santoro di voler difendere Milošević; anche Enrico Deaglio ed Enrico Mentana ne presero le distanze. Democratici di Sinistra, Federazione dei Verdi e Sandro Curzi lo difesero, sostenendo il diritto d'informare anche sui danni causati dalle bombe della NATO. Il presidente di Mediaset Fedele Confalonieri giudicò la puntata da Belgrado un "evento di grande rilievo" e Santoro respinse le accuse sostenendo che anche le ragioni dei cittadini serbi dovevano essere sentite e che si sarebbe dovuto trovare un modo alternativo alla guerra per ottenere la pace in Jugoslavia.

### Il ritorno in Rai:Circus,SciusciàeIl raggio verde
(Santoro a Silvio Berlusconi durante una celebre puntata de Il raggio verde)

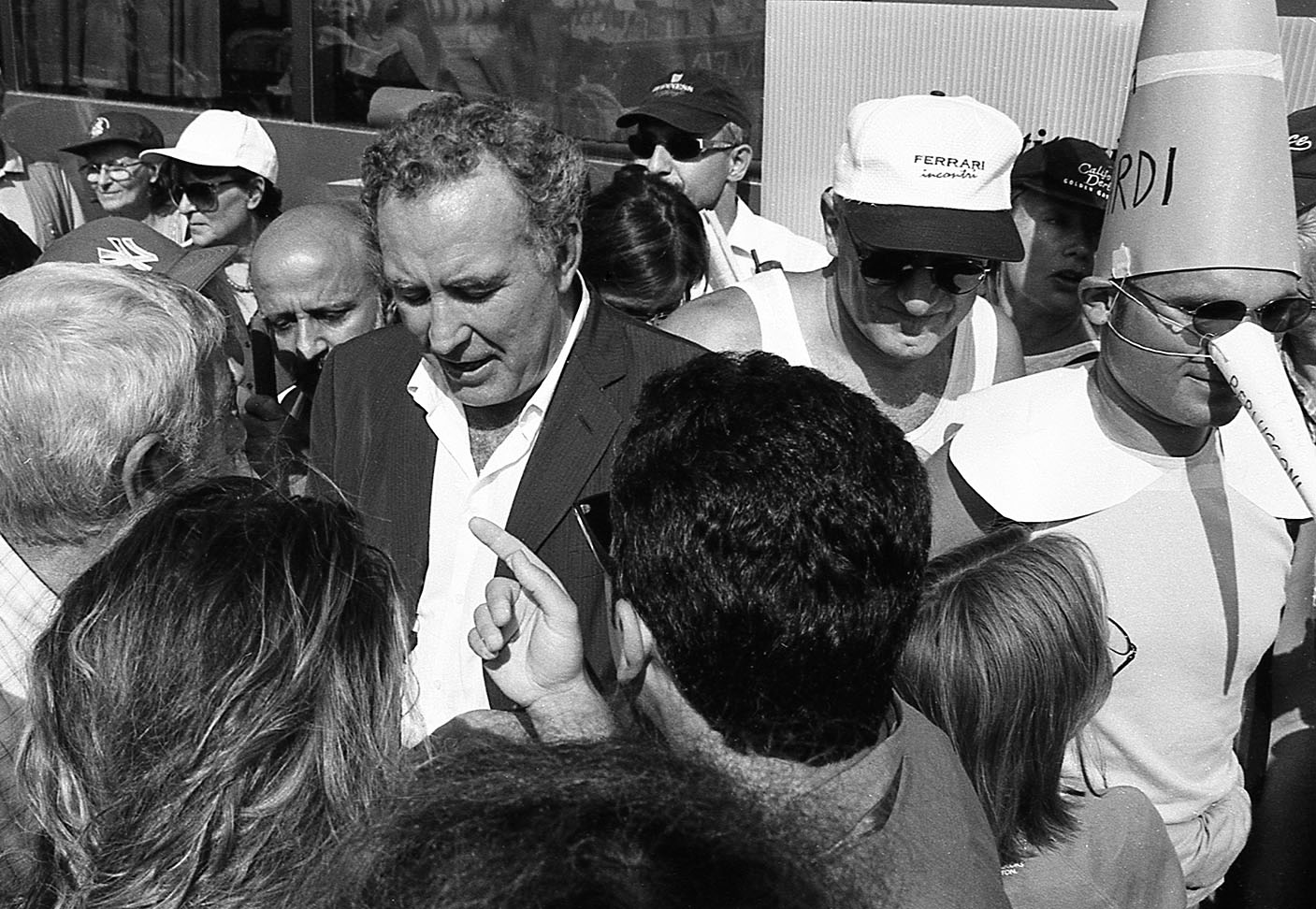
Michele Santoro alla manifestazione per la libertà di informazione piazza San Giovanni Roma 14 settembre 2002

Lavorò a Mediaset fino all'estate del 1999 e in autunno Santoro ritornò in Rai, questa volta su Rai 1, con il programma Circus. Circus era un programma di approfondimento giornalistico itinerante che venne trasmesso veramente sotto un tendone da circo, con cadenza mensile, nel 1999 e poi con cadenza settimanale dal gennaio fino al maggio 2000, tranne che in marzo e aprile; al progetto collaborarono sempre Ruotolo, Iacona e Formigli.
Nel marzo del 2000 Santoro lanciò anche Sciuscià, il giovedì in seconda serata sempre su Rai 1. Sciuscià era un programma fatto di reportage girati e montati come se fossero un film, in onda da marzo fino ad aprile; la seconda serie venne trasmessa in estate da luglio fino a settembre sempre in seconda serata, ma su Rai 2.
Dall'autunno del 2000, fino all'estate del 2001, sbarcò definitivamente su Rai 2 e fu autore e conduttore di un nuovo programma di approfondimento, in diretta e senza pubblico in studio, in prima serata: Il raggio verde.
Subito dopo l'11 settembre 2001 propose, sempre su Rai 2, lo speciale Siamo tutti americani? seguito dalla serie Emergenza Guerra.

### Il caso Satyricon e le polemiche del centrodestra su Santoro
Nel 2001, la celebre intervista a Satyricon di Daniele Luttazzi al giornalista Marco Travaglio — in cui si parlò di fatti inerenti alla nascita di Fininvest, dei rapporti della famiglia di Silvio Berlusconi con il boss mafioso Vittorio Mangano e dell'intervista di Paolo Borsellino realizzata da Canal+ due giorni prima della strage di Capaci — provocò roventi reazioni da parte dei politici del centro-destra e divenne oggetto di approfondimento di Michele Santoro in una delle puntate della sua trasmissione Il raggio verde. Nel corso della puntata Santoro mandò in onda la registrazione integrale della video-intervista a Borsellino, suscitando forte scalpore, in quanto nella stessa il giudice rivelava che all’epoca fosse in corso un'indagine della procura di Palermo su Berlusconi, Marcello Dell'Utri e il boss Mangano.
Forza Italia, i cui esponenti erano del tutto irritati dal modo in cui ritenevano fosse veicolata in Rai la vicenda Mangano-Dell'Utri, avanzò contro Santoro un esposto all'Autorità per le Garanzie nelle Comunicazioni (AGCOM) — capeggiata al tempo dal presidente Enzo Cheli, nominato dall'allora Presidente del Consiglio Giuliano Amato — con l'accusa di violazione della par condicio e di favorire l'Ulivo. In risposta l'Authority commentò che «Il raggio verde non è un programma di comunicazione politica o una Tribuna elettorale, ma una trasmissione di informazione e approfondimento che deve seguire l'attualità, le notizie», e che, essendo il regime di par condicio non ancora iniziato, non sarebbe possibile procedere contro la trasmissione in alcun modo. Secondo il centro-destra nella puntata incriminata non sarebbe stato permesso ai politici della Casa delle Libertà di esporre le loro ragioni, ma di fatto furono gli stessi esponenti della CdL a scegliere di non intervenire nei dibattiti in Rai come azione di protesta al caso Satyricon finché non fossero state varate nuove regole per il servizio pubblico che li garantissero nella campagna elettorale (nella trasmissione le ragioni della coalizione di centro-destra furono comunque rappresentate dal giornalista Paolo Guzzanti de il Giornale, candidato al Senato con Forza Italia).
Nella medesima puntata si ebbe inoltre anche un intervento telefonico di Silvio Berlusconi, nel corso del quale il Cavaliere accusò Santoro di svolgere «un processo in diretta» e in cui ribadì per la coalizione di centro-destra la necessità di continuare a disertare i programmi Rai fino a che non vi fossero opportune garanzie di tutela. Per queste ragioni, nonché per il suo atteggiamento sul caso Satyricon, Berlusconi venne duramente criticato – su TMC – dal giornalista Indro Montanelli, che lo accusò, insieme a Gianfranco Fini (colpevole di aver annunciato future epurazioni in Rai da parte della CdL in caso di vittoria alle elezioni), di «fascismo squadrista» e di «grave intolleranza e sensibilità verso la satira», con riferimento alla contestata puntata di Satyricon.
In una successiva puntata de Il raggio verde sul tema "Giornalismo e satira in TV" Santoro mandò in onda la videointervista di TMC a Indro Montanelli, provocando ulteriori polemiche. La reazione di Vittorio Feltri, presente in studio, fu immediata: il giornalista accusò Montanelli di incoerenza; Marco Travaglio, anch'egli presente in studio, ribatté parlando del «golpe» di Berlusconi alla redazione de il Giornale e del modo in cui questi sottrasse a Montanelli la dirigenza del quotidiano che egli aveva fondato venti anni prima. Infine anche Montanelli stesso intervenne telefonicamente in studio, ringraziando Travaglio, spiegando le sue vicende con Berlusconi sulla questione de il Giornale, e in ultimo avendo con Feltri un dialogo sulla questione della sua presunta «incoerenza».
La trasmissione Il raggio verde fu accusata ancora una volta dal centro-destra di «faziosità» e fu sostenuto che in Rai fosse in atto un «tentativo di complotto politico». L'Authority, per garantire diritto di replica a Dell'Utri sul caso Mangano, ordinò a Santoro una puntata "riparatoria" con la presenza di Dell'Utri, dandogli così la possibilità di dibattere sul caso Satyricon.
Il 25 aprile 2001 Forza Italia presentò all'Authority il secondo esposto contro Il raggio verde per la puntata con Dell'Utri; l'esposto venne questa volta accolto dall'Authority, ma venne poi molto contestato dalla Rai: il capo dell'ufficio legale Rubens Esposito contestò duramente l'esposto per la presunta «inapplicabilità» e la mancanza di dettagli su come sarebbe avvenuta la violazione e la mancanza di possibilità di difesa e contraddittorio a causa della conduzione di Santoro, ribadendo invece per quest'ultimo «l'incomprimibile esercizio del suo diritto di opinione e di critica del tutto compatibile e coerente con il suo ruolo di conduttore di una trasmissione puramente informativa, e non a tematiche politiche». In seguito Forza Italia presentò altri due esposti all'Authority per chiedere la chiusura del programma, a seguito dei quali l'Authority decise che il verdetto finale sarebbe stato rinviato a dopo le elezioni politiche del 13 maggio 2001, in cui Silvio Berlusconi e la sua coalizione ebbero la vittoria (una vittoria che nei sondaggi venne prima vista come quasi certa, poi ritenuta sostanzialmente in bilico dopo lo svolgimento del caso Satyricon).
Il 20 maggio 2001, il neoeletto Presidente del Consiglio Berlusconi presentò il quinto esposto all'Authority, che venne nuovamente accolto. In definitiva l'Authority condannò la Rai a una multa di 40 milioni di lire con la motivazione di non aver dato sufficiente prevalenza a Dell'Utri nella puntata riparatoria.
In realtà è dato per certo che nella suddetta puntata, che vide contrapposti Marcello Dell'Utri e Antonio Di Pietro, il primo parlò più del doppio del secondo (66 minuti per Dell'Utri, contro i 30 minuti di Di Pietro).
Inoltre l'Authority, nella sua sentenza, non citò nessuna fonte o elemento della puntata incriminata che potesse essere a prova della sentenza.
Per questi e altri motivi, il presidente della Rai Roberto Zaccaria rifiutò la condanna, difendendo l'equilibrio del programma Il raggio verde e facendo ricorso al TAR del Lazio. La causa fu poi lasciata cadere a seguito del rinnovo della dirigenza Rai, nominata dal nuovo Parlamento a maggioranza di centro-destra.

### L'"editto bulgaro" e l'allontanamento dalla Rai
Nel novembre 2001 Sciuscià venne promosso in prima serata e di fatto sostituì Il raggio verde, cambiando nome in Sciuscià - Edizione straordinaria. La nuova versione di Sciuscià andò in onda in prima serata il venerdì, con nella prima parte un reportage e nella seconda il dibattito.
Il 18 aprile 2002, durante una conferenza stampa a Sofia in Bulgaria, Santoro, il giornalista Enzo Biagi e il comico Daniele Luttazzi furono duramente attaccati dall'allora Presidente del Consiglio Berlusconi, il quale li definì come individui che hanno fatto «un uso criminoso della televisione pubblica» (episodio noto come Diktat bulgaro). Santoro replicò a questo atto di Berlusconi, definendo il premier come «un vigliacco, che abusa dei suoi poteri per attaccare persone più deboli di lui, alle quali non concede il diritto di difesa». Nella puntata di Sciuscià del giorno successivo, il giornalista, per protesta, iniziò la puntata intonando il canto partigiano Bella ciao.
Il 24 maggio Santoro volle dedicare la puntata di Sciuscià al caso Biagi e all'informazione in Rai e, siccome anche lui stesso fu oggetto della trasmissione, intese far condurre la puntata a Maurizio Costanzo, allora personaggio di punta di Mediaset, ma trovò il netto rifiuto del direttore di Rai 2 Antonio Marano. Santoro però portò ugualmente Costanzo in trasmissione, come ospite, che arrivò ad affermare: «A me spiace dirlo in questo momento, ma se penso a Mentana, a me, ad Antonio Ricci, alle Iene e alla Gialappa's mi appare molto più libera Mediaset rispetto alla Rai». Nonostante la puntata fosse seguita da oltre 5 milioni di persone ottenendo il 21,98%, i vertici della Rai furono furiosi, dal momento che non avevano approvato la doppia conduzione.
Il 31 maggio andò in onda l'ultima puntata di Sciuscià: il CdA Rai, a maggioranza di centro-destra, cancellò il programma per "motivi di tutela aziendale"; furono licenziati e allontanati dalla Rai anche Biagi (rapporto cessato per scadenza del contratto e non rinnovato) e Luttazzi. Il presidente Rai, Antonio Baldassarre, arrivò a dire che «Il programma di Santoro non è degno di un paese civile. Può andare bene per il Venezuela, non per l'Italia».
Da questo momento Santoro iniziò la sua battaglia legale per ritornare a condurre un programma in Rai. Nel dicembre 2002 il Giudice del lavoro Pagliarini ordinò alla Rai di ricollocarlo nelle sue mansioni precedenti di cui al contratto del 14 aprile 1999 «ovvero alla realizzazione e alla conduzione di programmi televisivi di approfondimento dell'informazione e di attualità» e nel febbraio 2003 la Sezione Lavoro del Tribunale di Roma respinse il ricorso della Rai e confermò l'ordinanza di Pagliarini.
Nel giugno 2003 il giudice Pagliarini dispose i termini nei quali il provvedimento del dicembre 2002 doveva essere attuato: l'azienda di Stato doveva affidare a Santoro un programma di approfondimento d'informazione di attualità «in prima o seconda serata» con un tema unico e con una durata oscillante tra i 90 e i 150 minuti. Nel luglio 2003 però il Tribunale collegiale di Roma restituì alla Rai il diritto di fissare collocazione, durata e risorse del nuovo programma d'approfondimento di Michele Santoro; confermò, invece, gli altri punti: la realizzazione di un approfondimento giornalistico sull'attualità.

### L'esperienza politica all'Europarlamento ed il reintegro
Da questo momento Santoro trasformò quella che riteneva la sua personale "battaglia per la libertà di informazione" in un impegno politico: aderì al programma del leader del centro-sinistra Romano Prodi e si candidò al Parlamento europeo alle elezioni europee del 2004 come indipendente per la lista di Uniti nell'Ulivo. Candidato nelle circoscrizioni nord-ovest e sud ed eletto in entrambe, Santoro venne eletto eurodeputato ricevendo in totale circa 730 000 preferenze, il più alto numero di preferenze tra i non capolista, e aderì al gruppo parlamentare del Partito del Socialismo Europeo insieme alla collega Lilli Gruber, candidata nella medesima lista.
Fino ad allora, Santoro non si era mai apertamente schierato a favore di un determinato schieramento politico. Solo nel 1996, in un'intervista a Famiglia Cristiana, Santoro affermò di aver votato la formazione centrista di Lamberto Dini, Rinnovamento Italiano, smentendo quanti gli rimproveravano una sua presunta vicinanza con il Partito Democratico della Sinistra. Nella medesima intervista, Santoro aveva rivelato di aver votato, in passato, per il Partito Radicale e per il Partito Repubblicano Italiano e di vedere con favore la nascita di una formazione politica guidata da Antonio Di Pietro (ciò si concretizzò due anni dopo, con la fondazione dell'Italia dei Valori).
Intanto Santoro, al Parlamento europeo, divenne membro della "Commissione per le libertà civili, la giustizia e gli affari interni"; della "Commissione per la cultura e l'istruzione"; della delegazione alla commissione parlamentare mista UE-Croazia; della delegazione alla commissione di cooperazione parlamentare UE-Russia.
Fu autore di quattro interrogazioni parlamentari con una percentuale di presenze del 57%.
Intanto continuava la battaglia legale, che arrivò al dunque nel gennaio 2005, con una sentenza del Giudice del lavoro del Tribunale di Roma che diede ragione a Santoro e quindi condannò la Rai a un risarcimento danni pari a 1 400 000 € e ordinò la reintegrazione del giornalista nelle funzioni in Rai per programmi di prima serata.

### Il ritorno in televisione:Annozero

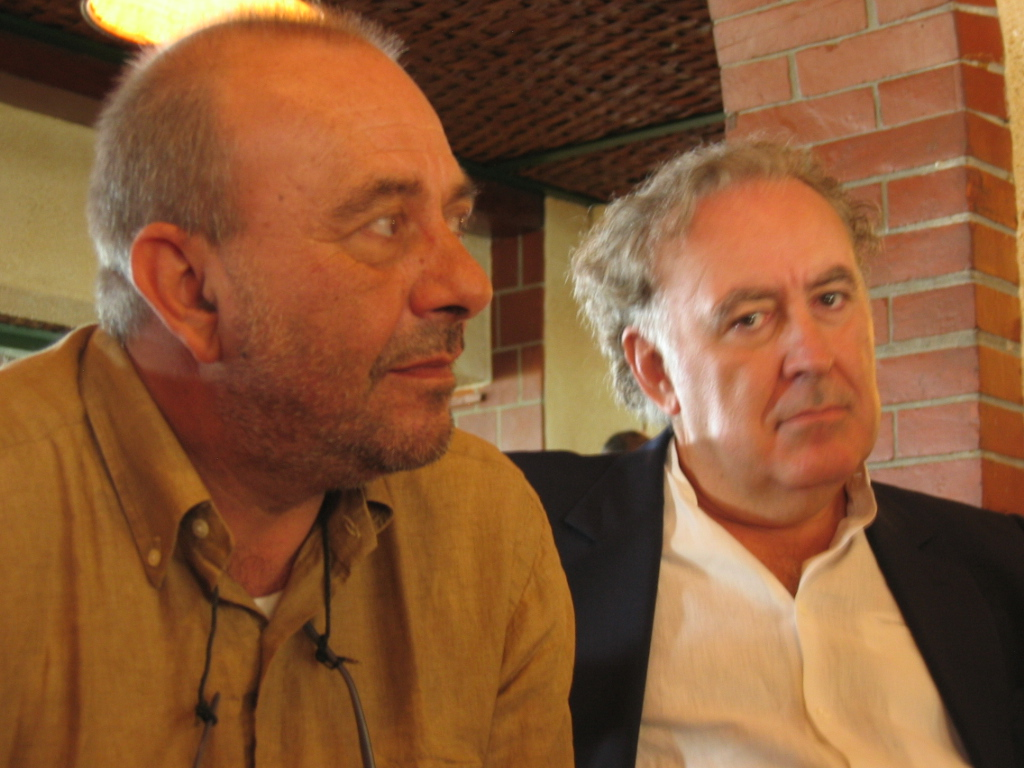
Vauro e Santoro nel 2008

Il 19 ottobre 2005 Santoro presentò le sue dimissioni da europarlamentare, ponendo così fine al suo impegno politico durato circa un anno, per partecipare alla prima puntata del programma televisivo di Adriano Celentano, Rockpolitik, al fine di non dover sottostare alle limitazioni sulla presenza di politici in TV imposta dall'Autorità garante.
A fine marzo 2006 gli venne affidato un nuovo programma televisivo di approfondimento incentrato sul tema politico del "dopo elezioni". Il programma, trasmesso su Rai 2 e intitolato Annozero, articolato in undici puntate, sarebbe dovuto iniziare il 27 aprile 2006. L'avvio del programma, tuttavia, di comune accordo tra Santoro e Rai 2, slittò a settembre ed avvenne poi il 14 settembre 2006. Furono scelti come ospiti fissi il vignettista Vauro, i giornalisti Marco Travaglio e Rula Jebreal e la fotomodella Beatrice Borromeo, oltre al collaboratore storico Sandro Ruotolo. Uno degli argomenti di attualità che trattò la prima puntata del programma riguardava i frequenti maltrattamenti degli immigrati nei cosiddetti centri di accoglienza, cioè i centri di permanenza temporanea; molto spazio fu dato inoltre a un reportage sulla situazione lavorativa degli operai dell'edilizia in Lombardia, soprattutto immigrati, spesso irregolari.
Con Santoro tornarono le aspre critiche alle sue trasmissioni, definite faziose dal centro-destra.
Nella puntata del 16 novembre 2006, dedicata alla Sicilia, al lavoro mancante e ai numerosi sprechi di denaro pubblico, Santoro fu accusato di demagogia dal Presidente della Regione Salvatore Cuffaro. Alle domande del conduttore che lo incalzava con le prime pagine dei quotidiani che parlavano degli stipendi d'oro dei dirigenti regionali, il governatore rispose che "sarebbe difficile spiegare perché Santoro guadagna alla Rai 810 mila euro, la stessa cifra di 5 presidenti di regione e 40 operai della Fiat".
Altre polemiche furono scatenate anche dalla puntata del 1º maggio 2008, nella quale Santoro invitò in studio, tra gli altri, l'allora Assessore alla cultura del comune di Milano Vittorio Sgarbi, e mandò in onda le parti del comizio tenuto dal comico Beppe Grillo al V2-Day, nella quale erano criticate alcune azioni di Giorgio Napolitano, presidente della Repubblica, e di Umberto Veronesi, ribattezzato dallo stesso comico "Cancronesi". Pesanti attacchi alla trasmissione furono effettuati contro Santoro e contro Grillo in modo trasversale. In più, durante la trasmissione, Sgarbi inveì contro Beppe Grillo e il giornalista Marco Travaglio (presente in studio) accusando lo stesso Grillo di "antiamericanismo" (in riferimento allo spezzone di video nel quale Grillo criticava apertamente la presenza di più di 70 basi NATO in Italia) e difese le persone di Napolitano e Veronesi sovrapponendosi alla voce di Travaglio, affermando, tra le altre cose, che «Enzo Biagi non è stato cacciato dalla Rai» ma che «gli hanno proposto un altro programma su Rai 3 a un diverso orario e lui non ha accettato».
Il 15 gennaio 2009 Santoro fu accusato da Lucia Annunziata, dal presidente Rai Claudio Petruccioli, dal presidente della Camera Gianfranco Fini, dall'ambasciatore israeliano in Italia Gideon Meir e da diversi altri esponenti politici del centro-destra e del centro-sinistra di aver impostato una puntata di Annozero in un modo estremamente fazioso. All'Annunziata Santoro ha risposto invitandola ad entrare nel merito dei contenuti della puntata e di non fare critiche generiche al programma, invece a Fini ha risposto tramite il sito internet di Annozero, dicendogli di non scavalcare i suoi compiti istituzionali chiedendo una censura per un programma televisivo.

### La sospensione deitalk show:Raiperunanotte

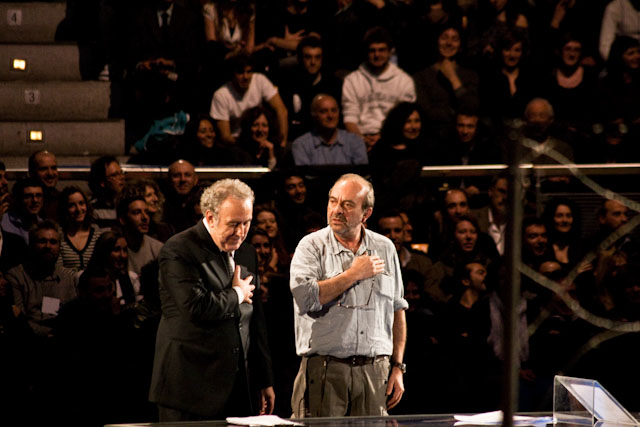
Michele Santoro e Vauro a Raiperunanotte (25 marzo 2010)

Nella primavera del 2010, in vista delle imminenti elezioni regionali, il CdA della Rai decise di sospendere tutti i talk show politici: Porta a Porta, Annozero, Ballarò e L'ultima parola.
Santoro si ribellò a questa decisione e organizzò il 25 marzo, dalle 21:00 in diretta televisiva, radiofonica e internet dal PalaDozza di Bologna, Raiperunanotte, una puntata speciale di Annozero dedicata alla libertà d'informazione in Rai, con vari ospiti, tra i quali Daniele Luttazzi, che era stato cacciato nel 2002 come Santoro. Il successo fu enorme: il programma fu seguito da oltre 125 000 persone in contemporanea sul web e fece registrare uno share del 13% nelle emittenti televisive satellitari e locali. Luttazzi, col suo monologo di 15 minuti, raddoppiò addirittura lo share del programma e segnò un record assoluto su Twitter. Il giorno dopo l'evento, in merito ai dati sugli ascolti, Santoro definì Raiperunanotte una «scossa tellurica nel sistema della televisione italiana».
Il 25 giugno 2010, in occasione della Quinta edizione del Premio Giornalistico Internazionale Santa Margherita Ligure per la Cultura, gli fu assegnato il premio Nicola Abbagnano per il giornalismo. La motivazione: «Michele Santoro da oltre vent'anni è impegnato in un coraggioso e difficile lavoro di approfondimento giornalistico televisivo, che è anche un raro esempio di informazione non pregiudizialmente schierata, e che lo ha portato a collezionare un uguale numero di polemiche e di scontri con governi di colori opposti».
Il 6 giugno 2011 il rapporto con la Rai si chiuse consensualmente. Santoro fu indennizzato, a titolo di buonuscita, per 2300000 €, pari a 30 mensilità della retribuzione ordinaria di ogni puntata di Annozero che avrebbe condotto fino alla fine del suo contratto di collaborazione con la Rai.
Pochi giorni dopo, il 17 giugno 2011, condusse, insieme a Serena Dandini, presso Villa Angeletti a Bologna, l'evento Tutti in piedi!, organizzato in occasione dei 110 anni della FIOM: il tema centrale della serata fu il lavoro, raccontato da ospiti passati ad Annozero, che rivelarono la loro condizione d'instabilità economica e personale, a causa di un mercato del lavoro ritenuto sempre più flessibile e meno tutelato.

### L'uscita dalla Rai e il mancato passaggio a LA7
Dopo il divorzio dalla Rai, il passaggio di Santoro a LA7 sembrava cosa fatta, ma alla fine non avvenne e ne scaturì una forte polemica incentrata sul conflitto d'interessi del premier Silvio Berlusconi nell'ambito del duopolio televisivo Rai-Mediaset. Infatti, nonostante le trattative sull'ingaggio a LA7 avessero raggiunto – come dichiarato da entrambe le parti – un accordo quasi definitivo e nonostante il titolo della società Telecom Italia Media (editrice di LA7) per questo motivo avesse riscosso in borsa un rialzo del 17% in un giorno, la trattativa fallì «a causa di inconciliabili posizioni riguardo alla gestione operativa dei rapporti fra autore ed editore».
Secondo Santoro «un accordo praticamente concluso», «vanificato senza nessuna apprezzabile motivazione editoriale», è una «eloquente ed inoppugnabile prova dell'esistenza nel nostro Paese di un colossale conflitto di interessi», che impedisce a Telecom Italia, proprietaria della maggioranza delle azioni di TI Media (LA7), di svolgere in libertà la sua campagna acquisti per non esporsi altrimenti a possibili ritorsioni da parte del governo e del suo premier Berlusconi che non vorrebbero intaccare il duopolio televisivo Rai-Mediaset. La notizia sulla rottura tra Santoro e la LA7 era in effetti coincidente con l'abolizione di una norma che imponeva a Telecom Italia (che controllava TI Media) l'esproprio delle strutture della rete telefonica fissa, norma introdotta provvisoriamente in una prima bozza della manovra finanziaria del governo proprio durante le trattative tra il conduttore e LA7.
Per le sue dichiarazioni sul conflitto d'interessi, Santoro fu citato in giudizio da Mediaset per danni.

### La multipiattaforma:Servizio pubblico

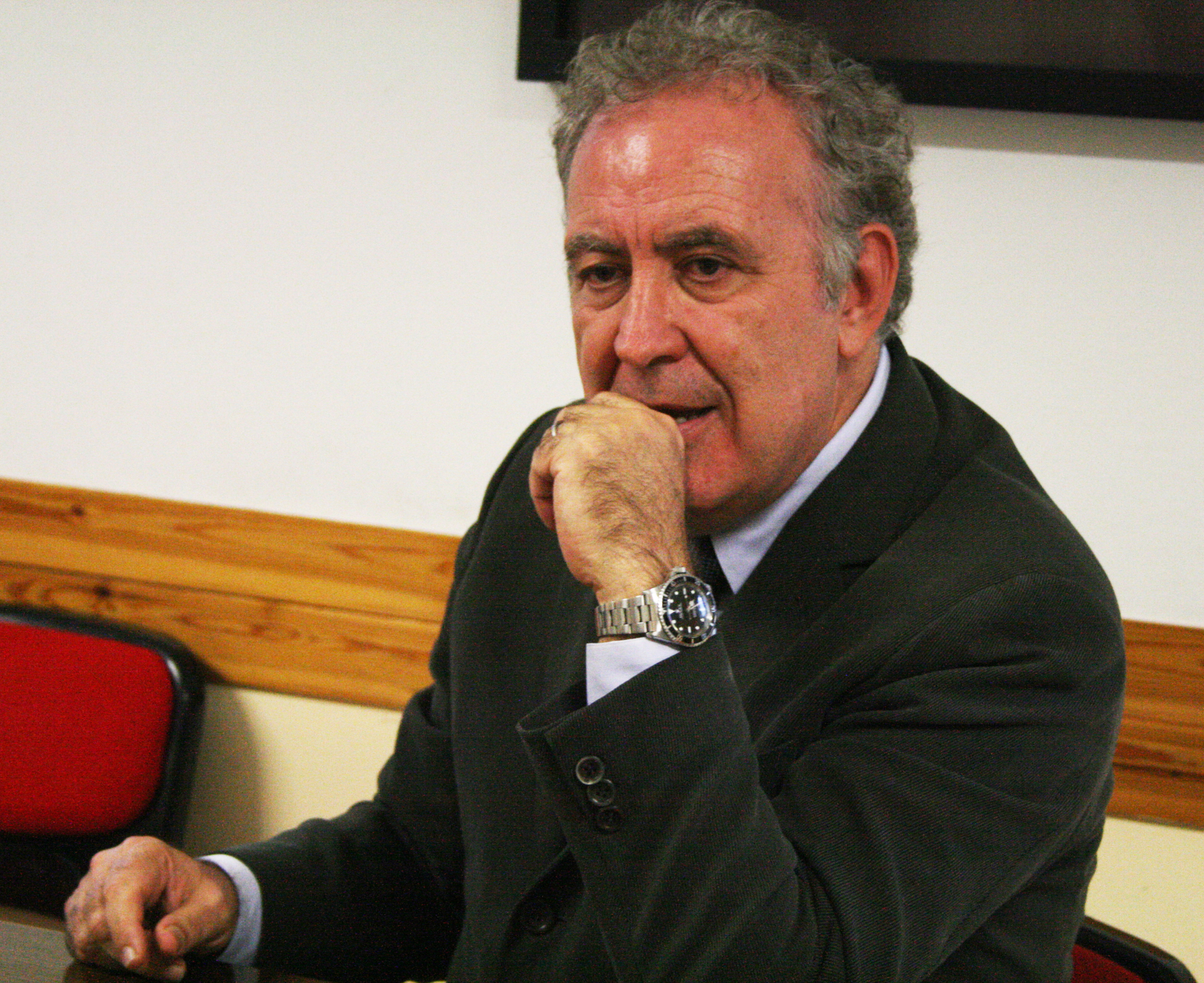
Michele Santoro nel 2011

Per la stagione televisiva 2011-2012, dopo il divorzio consensuale con la Rai e il mancato accordo d'ingaggio con LA7, Santoro decise di realizzare la sua nuova trasmissione Servizio pubblico seguendo il modello multipiattaforma di televisioni locali e streaming su Internet, già sperimentato con Raiperunanotte e Tutti in piedi!, trovando anche l'accordo con i canali satellitari Sky 100, 500 (Sky TG24), 504 (Sky TG24 Eventi) e da gennaio 2012 anche con Cielo, rete free in chiaro del gruppo Sky. La trasmissione venne trasmessa anche in radio da Radio Capital inizialmente, sostituita poi da Radio Radicale. Società produttrice del programma fu la Zerostudio's, di proprietà dello stesso Santoro e della moglie Sanja Podgayski a cui con l'inizio del programma si aggiunsero il Fatto Quotidiano, tramite la sua società Editoriale Il Fatto, e la prof. Maria Fibbi.
La produzione del nuovo programma, in collaborazione con il Fatto Quotidiano, si avvalse anche del contributo economico (a partire da 10 euro) di centomila telespettatori, al quale presero parte anche molti volti noti della politica, della cultura e dello spettacolo.
Figlia dell'esperienza problematica di Annozero e dei tentativi di censura da essa subiti nonché delle vicissitudini e controversie legali tra Santoro e la RAI, la trasmissione fu caratterizzata già sul nascere da un acceso dibattito sulla libertà d'informazione in Italia e in particolare sul controllo del servizio pubblico Rai da parte dei partiti politici. Nel suo monologo d'introduzione alla prima puntata Michele Santoro dichiarò che il suo nuovo programma, diffuso fuori dai tradizionali poli televisivi e sostenuto dal contributo economico di numerosi cittadini, costituiva il tentativo di una «rivoluzione civile, democratica e pacifica», «contro il degrado della TV generalista occupata dai partiti, sia nel pubblico che nel privato».

### La candidatura a Direttore Generale della Rai
Già nel giugno 2011 Santoro aveva espresso "provocatoriamente" l'intenzione di candidarsi a Direttore generale della RAI. Nel marzo 2012 ufficializzò la sua candidatura a Direttore generale insieme a Carlo Freccero (candidato come Presidente). La candidatura fu rettificata nelle ospitate a TV Talk, In mezz'ora e Otto e mezzo. Queste candidature portarono a numerose polemiche da parte della politica, soprattutto da parte del Popolo della Libertà, e non furono seguite da alcuna nomina.

### Servizio pubblicosu LA7
Nell'estate 2012 iniziarono a circolare voci su una nuova trattativa in corso tra Santoro e LA7, dopo il fallimento di quella dell'anno precedente; la trattativa questa volta ebbe invece esito positivo; il 5 luglio 2012 venne infatti ufficializzato il passaggio del giornalista a LA7 a partire dall'autunno 2012. Il programma restò totalmente indipendente e autoprodotto dalla società produttrice Zerostudio's che mantenne gli stessi soci (escluso l'uscita a fine 2012 di Sandro Parenzo per la concessionaria pubblicitaria Publishare che rappresentava le TV locali) dell'anno precedente e in definitiva nella sostanza non cambiò nulla con la diffusione del programma su LA7, visto che ebbe luogo, come per Raiperunanotte e Tutti in piedi, in modalità chiavi in mano con un pagamento da parte di LA7 per ciascuna puntata con un minimo garantito opportunamente incrementato in base all'ascolto ottenuto determinante nella conseguente raccolta pubblicitaria, in base alla quale l'anno precedente le società pubblicitarie Publishare e Sky Pubblicità effettuavano similmente un pagamento proporzionale per ciascuna puntata. Poco cambiò anche per la multipiattaforma: infatti restò il sito www.serviziopubblico.it autonomo anche nella propria raccolta pubblicitaria da LA7, che trasmettè tuttavia sul proprio sito anch'essa il programma così come lo fece per il secondo anno il sito de il Fatto Quotidiano collegandosi al flusso del sito ufficiale del programma. A questi mezzi di diffusione si aggiunsero YouTube e la confermata diretta radiofonica su Radio Radicale.
Il 25 ottobre 2012 andò in onda la prima puntata di Servizio pubblico su LA7, che ottenne un boom di ascolti, con il 12,99 % di share, risultato che portò per la prima volta la rete a essere la terza più seguita dopo Rai 1 e Canale 5.
Il 10 gennaio 2013 la puntata che vide come ospite Silvio Berlusconi totalizzò 8 670 000 telespettatori e il 33.58% di share facendo di LA7 la rete più vista in prima e seconda serata: è stata una delle rarissime volte che una rete esterna al duopolio Rai-Mediaset risultò essere la più vista.
La terza stagione andò in onda da giovedì 26 settembre 2013 sempre su LA7. Il programma venne trasmesso, sempre con le stesse modalità dei precedenti anni a "chiavi in mano", su LA7, in streaming sul sito ufficiale del programma, al cui flusso si collegavano i siti dell'emittente e de il Fatto Quotidiano. La stagione si concluse con il santoriano spin-off "Announo" tuttavia condotto da Giulia Innocenzi.
La quarta stagione andò in onda da giovedì 25 settembre 2014 sempre su LA7. Il programma viene trasmesso, sempre con le stesse modalità dei precedenti anni a "chiavi in mano", su LA7, in streaming sul sito ufficiale del programma, al cui flusso si collegarono i siti dell'emittente e de il Fatto Quotidiano. La stagione fu inframezzata dalla seconda edizione (in 2 tranche: una dal 13 novembre 2014 e una nella prima metà del 2015) dello spin off diretto, ideato e creato da Michele Santoro Announo, condotto da Giulia Innocenzi.

### L'ultima stagione diServizio pubblicoe nuovi progetti
Il 25 settembre 2014, Michele Santoro annunciò che la stagione 2014-2015 sarebbe stata l'ultima di Servizio pubblico. Secondo il conduttore, gli italiani si stavano stancando dei vari talk-show politici italiani. Dalla stagione 2015-2016 la sua casa di produzione produsse eventualmente come talk il solo programma Announo, condotto da Giulia Innocenzi, in quanto Santoro sostenne che fosse l'unico programma politico dove gli opinionisti formulavano nuove proposte ai politici italiani presenti in studio, e un nuovo programma che avrebbe sostituito Servizio pubblico ma che non sarebbe stato più un talk ma nuovo tipo di "viaggio" che si presumeva che sarebbe stato caratterizzato da contaminazione tra diversi generi televisivi e da una minore presenza in video nell'arco della stagione di Santoro stesso, che sarebbe stato più autore e meno conduttore.

### L'addio a LA7 e il ritorno in Rai
Il 18 maggio 2015 annunciò la chiusura del programma Servizio pubblico, affermando di volersi dedicare ad altri progetti televisivi. Decise inoltre di non rinnovare il contratto con LA7. Il 18 giugno a Firenze condusse Rosso di sera, ultima puntata di Servizio pubblico, con ospiti, tra gli altri, Maurizio Landini, Gad Lerner, Marco Travaglio, Vauro, Sandro Ruotolo, Franco Battiato, Nicola Piovani, Cristiano De André, J-Ax e Sabrina Ferilli. Il 10 luglio LA7 annunciò che Santoro non sarebbe andato in onda sulla propria emittente nella stagione 2015/2016.
Nel maggio 2016, attraverso la Zerostudio's, società di cui detiene la maggioranza, acquistò il 7% del Fatto Quotidiano, formando il comitato dei garanti con Peter Gomez, Marco Lillo, Antonio Padellaro e Marco Travaglio.
Alla 73ª Mostra internazionale d'arte cinematografica di Venezia presenta il suo primo documentario da regista, Robinù, nel quale parla dei giovani adolescenti napoletani che spacciano e si combattono per le strade al servizio della Camorra. Il film riceve la menzione speciale del Premio Human Rights Nights al Cinema dei Diritti Umani.
Il 5 ottobre dello stesso anno tornò in Rai con un nuovo programma dal nome Italia, format di sei puntate in prima serata che trattava vari temi della società civile. La prima puntata, dal titolo Tutti ricchi (per una notte), fu vista da una media di 1 771 000 spettatori per uno share dell'8,1%. La quarta e ultima puntata della serie è stata trasmessa il 2 febbraio 2017.
Il 22 e 29 giugno 2017 Santoro condusse su Rai 2 uno speciale in due puntate dal titolo M, un format che mescolava inchiesta storica, teatro e talk show per raccontare alcuni momenti della vita di Adolf Hitler; il programma tornò su Rai 3 per 4 puntate il giovedì dall'11 gennaio al 1º febbraio 2018.

### L'addio ail Fatto Quotidianoe il ritorno in politica
Il 20 luglio dello stesso anno Santoro annunciò la fine della cooperazione con il Fatto Quotidiano per diversità di vedute, oltre alla vendita delle azioni del quotidiano detenute dalla Zerostudio's. Santoro aveva già espresso critiche alla linea editoriale del giornale in un'intervista a Il Foglio nel 2016. Contestualmente alla vendita, Santoro si dimise dal comitato dei garanti del quotidiano.
Nel novembre 2018 La Stampa rivelò che Santoro avrebbe preso contatti con il gruppo Pessina per un possibile acquisto del quotidiano l'Unità (non più pubblicato dal 2017).
Nel corso del 2023, con il conflitto russo-ucraino ancora in atto, ha organizzato prima la “Staffetta per la Pace” e poi il 30 settembre a Roma l'"Assemblea! per la Pace, la Terra e la Dignità", alla quale aderirono 2000 persone e che promosse la costituzione di una lista elettorale in vista delle europee del 2024.. La lista Pace Terra Dignità, alla quale hanno aderito Rifondazione Comunista, Mera25 Italia e il Movimento Equità Territoriale, è stata presentata a febbraio 2024 e, dopo aver raccolto le firme necessarie e aver fatto ricorso in tribunale, viene accettata in tutta Italia con Santoro che è capolista in quattro circoscrizioni. Santoro raccoglie circa 160.000 preferenze in tutta Italia, ma la lista con il 2,2% non supera la soglia di sbarramento del 4%.

## Critiche e polemiche

### Accuse di faziosità
L'Authority e lo schieramento politico di centrodestra hanno denunciato più volte la faziosità del giornalista, in un insieme di accuse che sono poi arrivate a una serie di procedimenti e azioni volte contro Santoro. Secondo Marco Travaglio, la motivazione che sta alla radice di queste gravi accuse e dei procedimenti è direttamente proveniente dal mondo della politica e dovuta, in principio, alle controversie politiche sul caso Mangano-Dell'Utri e sul caso Satyricon, e successivamente su molti altri casi di condizionamento della gestione della RAI da parte dei vertici di amministrazione, che sono di nomina politica, riguardo ad alcune puntate della trasmissione Annozero (come per il caso De Magistris o per il caso Grillo-Sgarbi). Infatti, come raccontato nel libro Regime (scritto insieme a Peter Gomez), il "meccanismo" che il mondo politico escogitò più volte per epurare Santoro quale "personaggio scomodo" funzionò con tecniche che partirono dalle accuse di "faziosità" per il discredito in pubblico, l'impiego degli esposti all'Authority per infliggere sanzioni, l'editto di Sofia, arrivando infine al licenziamento ufficiale dalla RAI per mezzo di scaramucce e scuse di vario genere. Infatti, l'Authority (ideata dai Governi di centro-sinistra) è una agenzia lottizzata, e quindi amministrata in toto dalle istituzioni politiche, nelle quali molti politici (in particolare nello schieramento di centro-destra, come più volte menzionato), dimostrerebbero, secondo giornalisti e studiosi come lo stesso Travaglio, "tutto l'interesse nell'epurazione di Santoro, quale "giornalista scomodo".
Secondo molti commentatori politici, Santoro è stato un giornalista e reporter che ha messo in luce molti aspetti sconvolgenti del paese, dando pubblicità alle voci emergenti e minoritarie, compresi i piccoli movimenti politici (come il MSI o la Lega Lombarda) oscurati in altre trasmissioni RAI. Per quest'ultima caratteristica di Santoro, Achille Occhetto lo definì un "leghista di sinistra".
Nel 1994 Umberto Bossi dichiarò alla Commissione Cultura della Camera: «Senza le trasmissioni di Santoro l'Italia non avrebbe preso coscienza degli sprechi di denaro pubblico e del disastro sociale del Sud».
Secondo l'Auditel, le trasmissioni di Santoro hanno avuto un ampio share televisivo in Rai, dal 1986 fino al 2008. A partire dal 1986, il programma televisivo Samarcanda, portò lo share di Rai 3, inizialmente del 2%, fino al 15%, mentre il programma stesso raggiunse il 30% di share medio. Le puntate delle trasmissioni Il raggio verde e Sciuscià, a partire dal caso Satyricon fino all'epurazione di Santoro, ebbero share televisivi compresi tra il 18% e il 25%, pari al programma di attualità più visto in televisione.
Santoro ha inoltre subito numerose critiche e accuse di faziosità sia da politici di centro-destra e centro-sinistra che da una parte della stampa (Corriere della Sera, la Repubblica, La Stampa ecc.) a seguito della puntata di Annozero del 15 gennaio 2009 sul conflitto israelo-palestinese, abbandonata in diretta da Lucia Annunziata.

### Presunti ospiti pilotati
Durante la puntata del 26 maggio 2011 di Annozero, Santoro si collegò in diretta con il collaboratore Stefano Maria Bianchi da Taranto dove dipendenti di Teleperformance scioperavano a causa degli oltre 1 400 esuberi proclamati dalla multinazionale francese per le sue sedi italiane di Roma e Taranto. Alcuni lavoratori hanno poi criticato la gestione del collegamento accusando di essere stati usati e aggrediti fisicamente dai membri della troupe. La redazione di Annozero rispose a queste lamentele attribuendole a motivi di tempo.
In un'intervista nel marzo 2011 a Scusi lei è favorevole o contrario, programma di Maria Latella in onda su Lei, Mauro Coruzzi (in arte Platinette) dichiarò: "Mi è stato chiesto di partecipare più volte in qualità di ospite ad Annozero però, a un certo punto, gli inviti sono stati ritirati. Poco prima avevo ricevuto la telefonata di una redattrice che pretendeva di conoscere in anticipo la natura delle risposte che avrei dato in studio".

## Procedimenti giudiziari
- Il 5 novembre 2007, il Tribunale Penale di Varese ha condannato Santoro per diffamazione a mezzo televisivo per aver accostato l'associazione culturale Terra Insubre ad alcuni movimenti razzisti di estrema destra in una puntata de Il raggio verde del 2000. La sanzione è stata di mille euro di multa e un risarcimento stimato in diecimila euro per ognuna delle tre parti civili: l'associazione Terra insubre, il suo fondatore Andrea Mascetti e l'ideologo del carroccio (poi fuoriuscito) Gilberto Oneto[97].
- Il 5 febbraio 2009 il deputato PdL Giancarlo Pittelli ha denunciato Santoro, Sandro Ruotolo e Antonio Massari alla Procura di Catanzaro per diffamazione. Secondo Pittelli in una puntata di Annozero del 18 dicembre 2008, dedicata alle inchieste Why not e Poseidone, fu mandata in onda e commentata la ricostruzione di una sua conversazione telefonica intercettata che non sarebbe stata corrispondente alla realtà[98].
- Il 24 novembre 2011 Santoro comunicò di essere oggetto di un'azione civile da parte di Mediaset. L'azienda della famiglia di Berlusconi affermava che le circostanze raccontate da Santoro in un'intervista al Fatto Quotidiano sulle presunte pressioni dell'azienda milanese su Telecom per impedirgli l'ingresso di andare a La7, facendo saltare un accordo già siglato con Giovanni Stella (ad TiMedia), non erano vere[99]. Il 29 maggio 2015 il Tribunale di Milano condannò Santoro a risarcire Mediaset di 30 000 euro[100].
- Il 20 febbraio 2012, il Tribunale Civile di Torino ha assolto Santoro, ma ha condannato la Rai e il giornalista Corrado Formigli a risarcire con cinque milioni di euro Fiat Group Automobiles per un servizio comparativo trasmesso da Annozero il 2 dicembre 2010 in cui era stata criticata una vettura prodotta dalla casa torinese, la Alfa MiTo, in un modo che il giudice Maura Sabbione ha definito «denigratorio»[101]. La sentenza in questione è stata però completamente ribaltata in appello; in particolare, con sentenza del 28 ottobre 2013 la Corte d'Appello di Torino ha riconosciuto che il servizio di Formigli non era affatto denigratorio nei confronti della Fiat, anche perché riportava giudizi sulla Alfa MiTo già formulati da una rivista specializzata del settore auto[102].

## Le minacce di morte
A seguito del fallito attentato di via Fauro a Maurizio Costanzo del 1993 da parte della Mafia, su mandato di Totò Riina, conseguente alla maratona Rai-Fininvest contro la mafia, che vide il Maurizio Costanzo Show collegato con Samarcanda di Santoro dopo l'assassinio di Libero Grassi, così come a Costanzo anche a Santoro venne assegnata una scorta, che però il giornalista rifiutò.
Nel mese di giugno del 2009 la Digos indagò su una lettera contenente un proiettile di fucile Winchester e la scritta "morirai" inviata a Michele Santoro e a Di Pietro presso gli uffici della Rai. La Procura di Roma aprì un fascicolo contro ignoti.
Nel maggio del 2010 alla redazione palermitana di Repubblica venne recapitata una busta contenente un proiettile e una lettera dattiloscritta contenente minacce di morte ad Antonio Ingroia, procuratore aggiunto della procura distrettuale antimafia di Palermo, Sergio Lari, procuratore di Caltanissetta, Michele Santoro, Sandro Ruotolo, Massimo Ciancimino e al collaboratore di giustizia Gaspare Spatuzza.

## Televisione
- Samarcanda (Rai 3, 1987-1992)
- Il rosso e il nero (Rai 3, 1993-1994)
- Scommetti sul rosso, sul nero o sullo zero? (Rai 3, 1994)
- Tempo reale (Rai 3, 1994-1996)
- Moby Dick (Italia 1, 1996-1999)
- Circus (Rai 1, 1999-2000)
- Sciuscià (Rai 1, 2000; Rai 2, 2000-2002)
- Il raggio verde (Rai 2, 2000-2001)
- Annozero (Rai 2, 2006-2011)
- Raiperunanotte (Current TV, Sky TG24, televisioni locali, 2010)
- Tutti in piedi! (Current TV, Sky TG 24, televisioni locali, 2011)
- Servizio pubblico (Sky TG 24, televisioni locali, Radio Capital, Cielo, Radio Radicale, 2011-2012; LA7, 2012-2015)
- Italia (Rai 2, 2016-2017)
- M (Rai 2, 2017; Rai 3, 2018)
- Volare (Rai 2, 2019)
- Speciale Mafia - La ricerca della verità (LA7, 2021)

## Filmografia
- Viva Zapatero! (2005) - attore, sé stesso
- Robinù (2016) - regia, soggetto, sceneggiatura

## Premi e riconoscimenti
- 1989 - Premio Giornalistico Europa per Samarcanda su Rai 3.
- 1991 - Premio Regia Televisiva categoria Miglior programma di informazione con ospiti in diretta con Samarcanda su Rai 3[106].
- 1992 - Premio Regia Televisiva categoria Miglior programma di informazione con ospiti in diretta[106].
- 1992 - Telegatto categoria "Miglior programma di informazione" con Samarcanda su Rai 3[106].
- 1993 - Premio Regia Televisiva categoria "Miglior programma di informazione con ospiti in diretta"[106].
- 1994 - Premio Regia Televisiva categoria "Miglior programma di informazione con ospiti in diretta"[106].
- 1996 - Premio Flaiano categoria "Premio per il miglior conduttore televisivo"[106].
- 1998 - Premio Internazionale Ibla con Moby Dick su Italia 1[106].
- 1998 -  premio Cimitile. Opera edita di attualità: Michele Santoro, Michele chi? (Baldini e Castoldi)
- 1999 - Premio giornalistico Mario Francese.

## Opere
- Oltre Samarcanda, Milano, Sperling & Kupfer, 1991.
- Michele chi?, Milano, Baldini & Castoldi, 1996.
- Annozero e announo, verso una nuova epoca, Editrice Nord, 2014.
- Nient'altro che la verità, Marsilio Editori, 2021.
- Non nel mio nome, Marsilio Editori, 2022.